# Damian Mori
Damian Mori (Melbourne, 30 settembre 1970) è un allenatore di calcio ed ex calciatore australiano, di ruolo attaccante, tecnico in seconda dell'Adelaide Utd.

## Carriera
Di origini giuliane, Mori ha stabilito il record di cannoniere della nazionale australiana (29 goal), impresa straordinaria per un giocatore che ha iniziato la sua carriera come difensore.
Mori ha lasciato un segno positivo soprattutto nella National Soccer League (il campionato australiano), dove ha militato nell'Adelaide City e nel Perth Glory. All'estero ha invece disputato una sola stagione (1996-97), precisamente in Germania, nelle file del Borussia Mönchengladbach.
Ritiratosi dall'attività, nel settembre 2005, egli è divenuto vice-allenatore del Perth Glory.
Ha ripreso successivamente l'attività agonistica militando tra gli altri nel Perth Glory, nel Central Coast Mariners, nel Queensland Roar e nell'Adelaide City, concludendola definitivamente nel 2011.

## Palmarès

### Giocatore

#### Nazionale
- Coppa d'Oceania: 1

1996

#### Individuale
- Giocatore australiano dell'anno: 2

1995-96 (con l'Adelaide City)
2002-03 (con il Perth Glory)
- Capocannoniere della National League Soccer: 5

1995-96 (con l'Adelaide City) - 31 goal
1997-98 (con l'Adelaide City) - 19 goal
1999-2000 (con l'Adelaide City) - 22 goal
2001-02 (con il Perth Glory) - 17 goal
2002-03 (con il Perth Glory) - 24 goal

## Statistiche

### Cronologia presenze e reti subite in nazionale
| Cronologia completa delle presenze e delle reti in nazionale ― Australia | Cronologia completa delle presenze e delle reti in nazionale ― Australia | Cronologia completa delle presenze e delle reti in nazionale ― Australia | Cronologia completa delle presenze e delle reti in nazionale ― Australia | Cronologia completa delle presenze e delle reti in nazionale ― Australia | Cronologia completa delle presenze e delle reti in nazionale ― Australia | Cronologia completa delle presenze e delle reti in nazionale ― Australia | Cronologia completa delle presenze e delle reti in nazionale ― Australia |
| Data                                                                     | Città                                                                    | In casa                                                                  | Risultato                                                                | Ospiti                                                                   | Competizione                                                             | Reti                                                                     | Note                                                                     |
| ------------------------------------------------------------------------ | ------------------------------------------------------------------------ | ------------------------------------------------------------------------ | ------------------------------------------------------------------------ | ------------------------------------------------------------------------ | ------------------------------------------------------------------------ | ------------------------------------------------------------------------ | ------------------------------------------------------------------------ |
| 4-9-1992                                                                 | Honiara                                                                  | Isole Salomone                                                           | 1 – 2                                                                    | Australia                                                                | Qual. Mondiali 1994                                                      | -                                                                        | 79’                                                                      |
| 11-9-1992                                                                | Papeete                                                                  | Tahiti                                                                   | 0 – 3                                                                    | Australia                                                                | Qual. Mondiali 1994                                                      | 1                                                                        |                                                                          |
| 20-9-1992                                                                | Brisbane                                                                 | Australia                                                                | 2 – 0                                                                    | Tahiti                                                                   | Qual. Mondiali 1998                                                      | -                                                                        |                                                                          |
| 26-9-1992                                                                | Newcastle                                                                | Australia                                                                | 6 – 1                                                                    | Isole Salomone                                                           | Qual. Mondiali 1998                                                      | -                                                                        | 75’                                                                      |
| 8-6-1993                                                                 | Singapore                                                                | Kuwait                                                                   | 0 – 1                                                                    | Australia                                                                | Amichevole                                                               | -                                                                        |                                                                          |
| 12-6-1993                                                                | Singapore                                                                | Kuwait                                                                   | 3 – 1                                                                    | Australia                                                                | Amichevole                                                               | -                                                                        | 78’                                                                      |
| 24-9-1993                                                                | Seoul                                                                    | Corea del Sud                                                            | 1 – 1                                                                    | Australia                                                                | Amichevole                                                               | 1                                                                        | 79’                                                                      |
| 26-9-1993                                                                | Seoul                                                                    | Corea del Sud                                                            | 1 – 0                                                                    | Australia                                                                | Amichevole                                                               | -                                                                        | 70’                                                                      |
| 8-6-1994                                                                 | Adelaide                                                                 | Australia                                                                | 1 – 0                                                                    | Sudafrica                                                                | Amichevole                                                               | -                                                                        | 76’                                                                      |
| 12-6-1994                                                                | Sydney                                                                   | Australia                                                                | 1 – 0                                                                    | Sudafrica                                                                | Amichevole                                                               | -                                                                        | 60’                                                                      |
| 24-9-1994                                                                | Kuala Lumpur                                                             | Kuwait                                                                   | 0 – 0                                                                    | Australia                                                                | Amichevole                                                               | -                                                                        | 70’                                                                      |
| 27-9-1994                                                                | Tokyo                                                                    | Giappone                                                                 | 0 – 0                                                                    | Australia                                                                | Amichevole                                                               | -                                                                        | 83’                                                                      |
| 8-2-1995                                                                 | Milton                                                                   | Australia                                                                | 0 – 0                                                                    | Colombia                                                                 | Amichevole                                                               | -                                                                        |                                                                          |
| 11-2-1995                                                                | Sydney                                                                   | Australia                                                                | 0 – 1                                                                    | Colombia                                                                 | Amichevole                                                               | -                                                                        | 62’                                                                      |
| 15-2-1995                                                                | Sydney                                                                   | Australia                                                                | 2 – 1                                                                    | Giappone                                                                 | Amichevole                                                               | -                                                                        | 59’                                                                      |
| 10-11-1995                                                               | Christchurch                                                             | Nuova Zelanda                                                            | 0 – 0                                                                    | Australia                                                                | Coppa d'Oceania 1996 - Semifinale                                        | -                                                                        | 85’                                                                      |
| 15-11-1995                                                               | Newcastle                                                                | Australia                                                                | 3 – 0                                                                    | Nuova Zelanda                                                            | Coppa d'Oceania 1996 - Semifinale                                        | 1                                                                        | 73’                                                                      |
| 10-2-1996                                                                | Wollongong                                                               | Australia                                                                | 1 – 4                                                                    | Giappone                                                                 | Amichevole                                                               | -                                                                        |                                                                          |
| 14-2-1996                                                                | Melbourne                                                                | Australia                                                                | 3 – 0                                                                    | Giappone                                                                 | Amichevole                                                               | 1                                                                        | 73’                                                                      |
| 25-2-1996                                                                | Brisbane                                                                 | Australia                                                                | 0 – 2                                                                    | Svezia                                                                   | Amichevole                                                               | -                                                                        |                                                                          |
| 28-2-1996                                                                | Sydney                                                                   | Australia                                                                | 0 – 0                                                                    | Svezia                                                                   | Amichevole                                                               | -                                                                        | 46’                                                                      |
| 14-9-1996                                                                | Durban                                                                   | Ghana                                                                    | 0 – 2                                                                    | Australia                                                                | Amichevole                                                               | 1                                                                        |                                                                          |
| 18-9-1996                                                                | Johannesburg                                                             | Sudafrica                                                                | 2 – 0                                                                    | Australia                                                                | Amichevole                                                               | -                                                                        |                                                                          |
| 21-9-1996                                                                | Pretoria                                                                 | Australia                                                                | 4 – 0                                                                    | Kenya                                                                    | Amichevole                                                               | 1                                                                        | 55’                                                                      |
| 12-3-1997                                                                | Skopje                                                                   | Macedonia                                                                | 0 – 1                                                                    | Australia                                                                | Amichevole                                                               | -                                                                        | 64’                                                                      |
| 11-6-1997                                                                | Sydney                                                                   | Australia                                                                | 13 – 0                                                                   | Isole Salomone                                                           | Qual. Mondiali 1998                                                      | 5                                                                        |                                                                          |
| 17-6-1997                                                                | Parramatta                                                               | Australia                                                                | 6 – 2                                                                    | Isole Salomone                                                           | Qual. Mondiali 1998                                                      | -                                                                        |                                                                          |
| 19-6-1997                                                                | Sydney                                                                   | Australia                                                                | 2 – 0                                                                    | Tahiti                                                                   | Qual. Mondiali 1998                                                      | -                                                                        | 77’                                                                      |
| 6-7-1997                                                                 | Parramatta                                                               | Australia                                                                | 2 – 0                                                                    | Nuova Zelanda                                                            | Qual. Mondiali 1998                                                      | -                                                                        | 79’                                                                      |
| 1-10-1997                                                                | Tunisi                                                                   | Tunisia                                                                  | 0 – 3                                                                    | Australia                                                                | Amichevole                                                               | -                                                                        | 85’                                                                      |
| 12-12-1997                                                               | Riyadh                                                                   | Messico                                                                  | 1 – 3                                                                    | Australia                                                                | Conf. Cup 1997 - 1º turno                                                | 1                                                                        | 72’                                                                      |
| 14-12-1997                                                               | Riyadh                                                                   | Australia                                                                | 0 – 0                                                                    | Brasile                                                                  | Conf. Cup 1997 - 1º turno                                                | -                                                                        | 68’ 78’                                                                  |
| 16-12-1997                                                               | Riyadh                                                                   | Arabia Saudita                                                           | 1 – 0                                                                    | Australia                                                                | Conf. Cup 1997 - 1º turno                                                | -                                                                        | 66’                                                                      |
| 25-9-1998                                                                | Brisbane                                                                 | Australia                                                                | 2 – 0                                                                    | Figi                                                                     | Coppa d'Oceania 1998 - 1º turno                                          | 3                                                                        |                                                                          |
| 28-9-1998                                                                | Brisbane                                                                 | Australia                                                                | 16 – 0                                                                   | Isole Cook                                                               | Coppa d'Oceania 1998 - 1º turno                                          | 4                                                                        | 46’                                                                      |
| 2-10-1998                                                                | Brisbane                                                                 | Australia                                                                | 4 – 1                                                                    | Tahiti                                                                   | Coppa d'Oceania 1998 - Semifinale                                        | 3                                                                        |                                                                          |
| 4-10-1998                                                                | Brisbane                                                                 | Australia                                                                | 0 – 1                                                                    | Nuova Zelanda                                                            | Coppa d'Oceania 1998 - Finale                                            | -                                                                        |                                                                          |
| 5-11-1998                                                                | San Jose                                                                 | Stati Uniti                                                              | 0 – 0                                                                    | Australia                                                                | Amichevole                                                               | -                                                                        | 11’                                                                      |
| 9-4-2001                                                                 | Coffs Harbour                                                            | Australia                                                                | 22 – 0                                                                   | Tonga                                                                    | Qual. Mondiali 2002                                                      | 4                                                                        | 69’                                                                      |
| 14-4-2001                                                                | Coffs Harbour                                                            | Australia                                                                | 2 – 0                                                                    | Figi                                                                     | Qual. Mondiali 2002                                                      | -                                                                        | 70’                                                                      |
| 16-4-2001                                                                | Coffs Harbour                                                            | Australia                                                                | 11 – 0                                                                   | Samoa                                                                    | Qual. Mondiali 2002                                                      | -                                                                        | 46’                                                                      |
| 6-7-2002                                                                 | Auckland                                                                 | Australia                                                                | 2 – 0                                                                    | Vanuatu                                                                  | Coppa d'Oceania 2002 - 1º turno                                          | 1                                                                        | 46’                                                                      |
| 8-7-2002                                                                 | Auckland                                                                 | Australia                                                                | 2 – 0                                                                    | Nuova Caledonia                                                          | Coppa d'Oceania 2002 - 1º turno                                          | 1                                                                        | 60’                                                                      |
| 12-7-2002                                                                | Auckland                                                                 | Australia                                                                | 2 – 1 dts                                                                | Tahiti                                                                   | Coppa d'Oceania 2002 - Semifinale                                        | 1                                                                        |                                                                          |
| 14-7-2002                                                                | Auckland                                                                 | Nuova Zelanda                                                            | 1 – 0                                                                    | Australia                                                                | Coppa d'Oceania 2002 - Finale                                            | -                                                                        |                                                                          |
| Totale                                                                   |                                                                          | Presenze                                                                 | 45                                                                       |                                                                          | Reti (2º posto)                                                          | 29                                                                       |                                                                          |